# 川崎茂信
川﨑 茂信（かわさき しげのぶ、1961年5月8日 - ）は、日本の国土交通技官。国土交通省中国地方整備局長や、国土地理院長を務めた。

## 人物・経歴
福井県生まれ。1986年東京工業大学（のちの東京科学大学）大学院理工学研究科土木工学専攻修了、建設省入省。東北地方整備局秋田河川国道事務所長、近畿地方建設局道路部道路計画第一課長、国土交通省道路局企画課課長補佐、土木研究所道路部高度道路交通システム研究室主任研究員、奈良県土木部長、東北地方整備局道路部長等を経て、2015年国土交通省道路局国道・防災課長。2017年7月7日から中国地方整備局長を務め、危機管理体制整備やインフラ老朽化対策などにあたった。2018年9月1日から国土地理院長を務め、和歌山市の尾花正啓市長との間で、災害時に備え情報を相互共有することを内容とした協定を締結するなどした。2019年7月9日退官。10月15日一般財団法人国土技術研究センター研究総括監。のち、一般財団法人国土技術研究センター業務執行理事を経て、2023年五洋建設専務執行役員兼土木部門担当。